# Copa Argentina 2011-2012
La Copa Argentina 2011-2012 è la 3ª edizione del trofeo, la prima dopo il 1971. Il torneo è iniziato il 31 agosto 2011 e terminato l'8 agosto 2012, ed ha visto la partecipazione di 186 squadre del campionato argentino di calcio. Le squadre finaliste sono il Racing Club ed il Boca Juniors.
La vincitrice del torneo si è qualificata per la Copa Sudamericana 2012 e per la Supercopa Argentina 2012.
La finale del torneo era originariamente prevista per il 25 maggio, ma a causa degli impegni del Boca Juniors in Copa Libertadores l'ultimo atto del torneo è stato posticipato all'8 agosto.

## Squadre partecipanti

### Primera División
- All Boys
- Argentinos Juniors
- Arsenal
- Atlético de Rafaela
- Banfield
- Belgrano
- Boca Juniors
- Colón
- Estudiantes (LP)
- Godoy Cruz
- Independiente
- Lanús
- Newell's Old Boys
- Olimpo
- Racing
- San Lorenzo
- San Martín (SJ)
- Tigre
- Unión
- Vélez Sársfield

### Segunda División

#### Primera B Nacional
- Aldosivi
- Almirante Brown
- Atlanta
- Atlético Tucumán
- Boca Unidos
- Chacarita Juniors
- Defensa y Justicia
- Deportivo Merlo
- Desamparados
- Ferro Carril Oeste
- Gimnasia (J)
- Gimnasia (LP)
- Guillermo Brown
- Huracán
- Independiente Rivadavia
- Instituto
- Patronato
- Quilmes
- River Plate
- Rosario Central

### Tercera División

#### Primera B Metropolitana
- Acassuso
- Almagro
- Barracas Central
- Brown de Adrogué
- Colegiales
- Comunicaciones
- Defensores de Belgrano
- Deportivo Armenio
- Deportivo Morón
- Estudiantes (BA)
- Flandria
- General Lamadrid
- Los Andes
- Nueva Chicago
- Platense
- San Telmo
- Sarmiento (J)
- Sportivo Italiano
- Temperley
- Tristán Suárez
- Villa San Carlos

#### Torneo Argentino A
- Alumni (Villa María)
- Central Córdoba (SdE)
- Central Norte
- C.A.I.
- Cipolletti
- Crucero del Norte
- Defensores de Belgrano (VR)
- Deportivo Maipú
- Douglas Haig
- Gimnasia (CdU)
- Gimnasia y Tiro (S)
- Huracán (TA)
- Juventud Antoniana
- Juventud Unida Universitario
- Libertad (S)
- Racing (C)
- Racing (O)
- Rivadavia (L)
- San Martín (T)
- Santamarina
- Sportivo Belgrano
- Talleres
- Tiro Federal
- Unión (MdP)
- Unión (S)

### Cuarta División

#### Primera C
- Argentino (M)
- Berazategui
- Central Córdoba (R)
- Defensores de Cambaceres
- Defensores Unidos
- Deportivo Español
- Deportivo Laferrere
- Dock Sud
- El Porvenir
- Excursionistas
- Ferrocarril Midland
- J. J. de Urquiza
- Leandro N. Alem
- Liniers
- Luján
- Sacachispas
- San Miguel
- Talleres (Escalada)
- UAI Urquiza
- Villa Dálmine

#### Torneo Argentino B
- 9 de Julio (M)
- 9 de Julio (R)
- Altos Hornos Zapla
- Alvarado
- Alvear
- Atenas (RC)
- Bella Vista (BB)
- Ben Hur (R)
- Boca (RG)
- Chaco For Ever
- Colegiales (C)
- Concepción (BRS)
- Concepción
- Cruz del Sur
- Defensores (P)
- Deportivo Madryn
- Deportivo Roca
- El Linqueño
- Estudiantes (RC)
- Ferrocarril Sud
- General Paz Juniors
- Gimnasia (M)
- Grupo Universitario (T)
- Guaraní Antonio Franco
- Guaymallén
- Huracán (CR)
- Huracán (LH)
- Independiente (T)
- Jorge Brown (P)
- Jorge Newbery (CR)
- Jorge Newbery (VT)
- Juventud Alianza
- Juventud Unida (G)
- La Emilia
- Las Heras (C)
- Liniers (BB)
- Maronese
- Mitre (SdE)
- Once Tigres
- Origone
- Paraná
- Policial
- Racing (T)
- San Martín (F)
- San Martín (M)
- San Jorge (SF)
- San Jorge (T)
- Sarmiento (C)
- Sarmiento (R)
- Sarmiento (SdE)
- Sportivo Del Bono
- Sportivo Las Parejas
- Sportivo Patria
- Talleres (P)
- Textil Mandiyú
- Tiro Federal (M)
- Trinidad
- Unión (VK)
- Villa Cubas (C)
- Villa Mitre

### Quinta División

#### Primera D
- Argentino (Q)
- Argentino (R)
- Atlas
- Cañuelas
- Central Ballester
- Centro Español
- Claypole
- Deportivo Paraguayo
- Deportivo Riestra
- Fénix
- Ituzaingó
- Juventud Unida
- Lugano
- Muñiz
- San Martín (B)
- Sportivo Barracas
- Victoriano Arenas
- Yupanqui

### Torneo del Interior
- Real Madrid (RG)
- Riojano

### Distribuzione geografica delle squadre
Uno dei principali obiettivi di questa coppa è l'"omogeneizzazione calcistica" dell'Argentina, infatti il torneo coinvolge squadre da tutto il paese, almeno una per ogni entità amministrativa, ovvero per le 23 province e per la capitale, la città di Buenos Aires. È stata invitata anche una squadra per la provincia di La Rioja e per la provincia di Terra del Fuoco, anche se le squadre di queste province non sono iscritte a nessun campionato argentino.
| Provincia                        | Squadre |
| -------------------------------- | ------- |
| Città autonoma di Buenos Aires   | 21      |
| Provincia di Buenos Aires        | 77      |
| Provincia di Catamarca           | 2       |
| Provincia del Chaco              | 2       |
| Provincia di Chubut              | 6       |
| Provincia di Córdoba             | 13      |
| Provincia di Corrientes          | 2       |
| Provincia di Entre Ríos          | 7       |
| Provincia di Formosa             | 2       |
| Provincia di Jujuy               | 3       |
| Provincia di La Pampa            | 1       |
| Provincia di La Rioja            | 1       |
| Provincia di Mendoza             | 7       |
| Provincia di Misiones            | 3       |
| Provincia di Neuquén             | 1       |
| Provincia di Río Negro           | 3       |
| Provincia di Salta               | 3       |
| Provincia di San Juan            | 6       |
| Provincia di San Luis            | 1       |
| Provincia di Santa Cruz          | 1       |
| Provincia di Santa Fe            | 15      |
| Provincia di Santiago del Estero | 3       |
| Provincia di Tierra del Fuoco    | 1       |
| Provincia di Tucumán             | 5       |
| Total                            | 186     |

## Turno preliminare
Nel turno preliminare si sono scontrate due squadre della Terra del Fuoco e due della Rioja, e le due vincitrici si sono qualificate al primo turno. Nelle due partite di andata e ritorno non valgono le regole della somma dei gol o dei gol fuori casa, bensì quelle del girone all'italiana. In caso di parità di punti il vincitore viene decretato grazie ai tiri di rigore.

### Terra del Fuoco
La partita di andata si è disputata il 17 luglio, mentre quella di ritorno il 24 luglio. Nel match di ritorno, dopo 24' la partita è stata sospesa per neve, e si è finita di giocare il 28 agosto.
| Pos. | Squadra                       | Pt | G | V | N | P | GF | GS | DR |
| ---- | ----------------------------- | -- | - | - | - | - | -- | -- | -- |
| 1.   | Los Cuervos del Fin del Mundo | 3  | 2 | 1 | 0 | 1 | 1  | 2  | -1 |
| 2.   | Real Madrid de Río Grande     | 3  | 2 | 1 | 0 | 1 | 2  | 1  | +1 |

#### Partite
| Arbitro: | José Azúa |

|            |           |  |
| Llamas 33’ | Marcatori |  |

| Arbitro: | Ricardo Farías |

|                                               |                      |                               |
| Chávez 84’ (rig.) Bigurrarena 89’             | Marcatori            |                               |
| Perpetto Pereyra Chávez Bigurrarena Retamales | Tiri di rigore 4 – 2 | Llamas Yaques Rodríguez Negri |

### La Rioja
La partita di andata si è disputata il 17 luglio, mentre quella di ritorno il 24 luglio.
| Pos. | Squadra            | Pt | G | V | N | P | GF | GS | DR |
| ---- | ------------------ | -- | - | - | - | - | -- | -- | -- |
| 1.   | Atlético Riojano   | 3  | 2 | 1 | 0 | 1 | 3  | 3  | 0  |
| 2.   | Atlético Chilecito | 3  | 2 | 1 | 0 | 1 | 3  | 3  | 0  |

#### Partite
| Arbitro: | Claudio Orellana |

|                               |           |             |
| Granillo 21’ Garay Britos 61’ | Marcatori | 48’ Sigampa |

| Arbitro: | Rubén Riveros |

|                                      |                      |                                         |
| Páez 60’ Bordón 79’                  | Marcatori            | 19’ Granillo                            |
| González Bajinay Páez Sigampa Molina | Tiri di rigore 3 – 4 | Vallejos Nievas Luna Granillo Santillán |

## Fase iniziale
La fase iniziale ha visto quattro turni eliminatori composti da squadre di serie minore. Alla fine del quarto turno si sono qualificate alla fase finale le 24 squadre vincitrici, che si sono scontrate nella fase successiva con 20 squadre della Primera División e 20 della Primera B Nacional.

## Fase finale
Le 64 squadre partecipanti alla fase finale hanno formato 4 gruppi da 16 squadre ciascuno, che si sono affrontate in partite di eliminazione, finché nelle semifinali è giunta una squadra per ogni gruppo, ovvero il Boca Juniors per il gruppo 1, il Deportivo Merlo per il gruppo 2, il River Plate per il gruppo 3 ed il Racing Club per il gruppo 4.

### Finale
La finale si è disputata l'8 agosto allo Stadio del Bicentenario, ed è stata posticipata di diversi mesi a causa degli impegni in Coppa Libertadores 2012 del Boca Juniors. L'incontro ha visto opposti il Boca Juniors ed il Racing Club.
| Arbitro: | Lunati |

|                      |           |           |
| Silva 21’ Viatri 62’ | Marcatori | 68’ Viola |

## Campione
Boca Juniors
(2º titolo)